# ケヴィン・グロスクロイツ
ケヴィン・グロスクロイツ（Kevin Großkreutz, 1988年7月19日 - ）は、西ドイツ（現ドイツ）・ドルトムント出身の元サッカー選手。元ドイツ代表。現役時代のポジションはディフェンダー、ミッドフィールダー、フォワード。

## クラブ経歴
2002年にボルシア・ドルトムントのユースに入団。その後、ロート・ヴァイス・アーレンへ移籍して活躍。2009年7月、ボルシア・ドルトムントに復帰した。ユルゲン・クロップ監督の指導下でサイドアタッカーとして開花し、2009-10シーズンは入団1年目にしてリーグ戦5得点を記録した。
2010-11シーズンはドルトムントの中心としてリーグ優勝の立役者となった。
中盤ならどこでもプレーでき、DFのウカシュ・ピシュチェクが負傷した際は代わって右SBでプレーし見事に代役を務めるなどチームへの貢献度は高い。
2015年9月1日、8月31日にトルコ・スュペル・リグのガラタサライSKとクラブ間合意したものの、書類の提出遅れや不備があり、FIFAは移籍を認めなかった。これによりグロスクロイツは次の移籍期間である2016年1月まで公式戦に出場することができなくなり、それまでガラタサライでの練習に参加することになった。
しかし移籍直後の9月頃から母国の家族と離れ離れになったことへの寂しさを吐露するなど、ホームシックを患い、移籍を志願していることが報道されるようになり、2016年1月6日、VfBシュトゥットガルトへ2018年シーズン終了までの2年半契約で完全移籍した。
2017年4月11日、SVダルムシュタット98へ2017-18シーズンより所属することが内定したと発表された。
2018年7月5日、KFCユルディンゲン05と3年契約を結んだことが発表された。しかし、2019-20シーズン終了後に退団。
2021年1月24日、現役引退を表明した

## 代表経歴
U-19、U-20ドイツ代表の選出経験がある。2010年、A代表デビューを果たした。2014年に開催されたFIFAワールドカップの代表メンバーにも選出された。

## エピソード
- 2014年5月、チームメイトのユリアン・シーバーと共にケルン市内へ出かけていたところ、ケルンサポーターの男性と揉めごとを起こした。その際に丁度手に持っていた買ったばかりのケバブを投げつけ、男性の顔面に当てた。これにより男性はチリソースで目を負傷し、被害届を提出。グロスクロイツは男性に向けてケバブを投げたことを否定し、地面に向けて投げたと話している[7]。
- ドイツ杯決勝でバイエルン・ミュンヘンに敗北後、ナイトクラブで飲酒し、酔った勢いでベルリン市内のホテルのロビーで排尿した[8]。
- 2017年2月27日深夜シュトゥットガルト市内で、酔っ払った状態で乱闘に巻き込まれ頭部や顔面を負傷した。これがきっかけでシュトゥットガルトから契約を解除された[9]。
- どのポジションでもこなせる器用さから、YouTubeのブンデスリーガ公式アカウントが「スタメン全員がグロスクロイツで、途中出場する選手もグロスクロイツ」というジョーク動画を公開している[10]。
- ドルトムント出身でドルトムントへの愛は強く、新入りをなじませる役も行っていた[11]。
- ドルトムント時代には、試合前に香川真司と一緒にその日のマッチデープログラムを読んでいた[12]。

## 個人成績

### クラブでの出場記録
2017年3月4日時点
| クラブ                        | クラブ             | クラブ   | リーグ | リーグ | カップ            | カップ            | 国際大会   | 国際大会   | その他 | その他 | 通算 | 通算 |
| クラブ                        | リーグ             | シーズン | 出場   | 得点   | 出場              | 得点              | 出場       | 得点       | 出場   | 得点   | 出場 | 得点 |
| ドイツ                        | ドイツ             | ドイツ   | リーグ | リーグ | DFB ポカール      | DFB ポカール      | ヨーロッパ | ヨーロッパ | その他 | その他 | 通算 | 通算 |
| ----------------------------- | ------------------ | -------- | ------ | ------ | ----------------- | ----------------- | ---------- | ---------- | ------ | ------ | ---- | ---- |
| ロート・ヴァイス・アーレン II | Oberliga Westfalen | 2006-07  | 2      | 2      | -                 | -                 | -          | -          | -      | -      | 2    | 2    |
| ロート・ヴァイス・アーレン    | レギオナルリーガ   | 2006–07  | 27     | 6      | 0                 | 0                 | -          | -          | -      | -      | 27   | 5    |
| ロート・ヴァイス・アーレン    | レギオナルリーガ   | 2007–08  | 35     | 12     | 1                 | 0                 | -          | -          | -      | -      | 36   | 12   |
| ロート・ヴァイス・アーレン    | 2. ブンデスリーガ  | 2008–09  | 32     | 6      | 1                 | 0                 | -          | -          | -      | -      | 34   | 6    |
| ロート・ヴァイス・アーレン    | 通算               | 通算     | 94     | 24     | 2                 | 0                 | 0          | 0          | 0      | 0      | 96   | 24   |
| ボルシア・ドルトムント        | ブンデスリーガ     | 2009–10  | 32     | 5      | 1                 | 0                 | -          | -          | -      | -      | 33   | 5    |
| ボルシア・ドルトムント        | ブンデスリーガ     | 2010–11  | 34     | 8      | 2                 | 1                 | 7          | 0          | -      | -      | 43   | 9    |
| ボルシア・ドルトムント        | ブンデスリーガ     | 2011–12  | 31     | 7      | 6                 | 0                 | 5          | 1          | 1      | 0      | 43   | 8    |
| ボルシア・ドルトムント        | ブンデスリーガ     | 2012–13  | 29     | 2      | 4                 | 0                 | 10         | 0          | 1      | 0      | 44   | 2    |
| ボルシア・ドルトムント        | ブンデスリーガ     | 2013–14  | 33     | 1      | 6                 | 1                 | 10         | 1          | 1      | 0      | 50   | 3    |
| ボルシア・ドルトムント        | ブンデスリーガ     | 2014-15  | 17     | 0      | 2                 | 0                 | 4          | 0          | -      | -      | 23   | 0    |
| ボルシア・ドルトムント        | 通算               | 通算     | 176    | 23     | 21                | 2                 | 36         | 2          | 3      | 0      | 236  | 27   |
| ボルシア・ドルトムント II     | 3. リーガ          | 2014-15  | 2      | 0      | -                 | -                 | -          | -          | -      | -      | 2    | 0    |
| ボルシア・ドルトムント II     | レギオナルリーガ   | 2015-16  | 4      | 0      | -                 | -                 | -          | -          | -      | -      | 4    | 0    |
| ボルシア・ドルトムント II     | 通算               | 通算     | 6      | 0      | 0                 | 0                 | 0          | 0          | 0      | 0      | 6    | 0    |
| トルコ                        | トルコ             | トルコ   | リーグ | リーグ | テュルキエ クパス | テュルキエ クパス | ヨーロッパ | ヨーロッパ | その他 | その他 | 通算 | 通算 |
| ガラタサライ                  | スュペル・リグ     | 2015-16  | -      | -      | -                 | -                 | -          | -          | -      | -      | -    | -    |
| ドイツ                        | ドイツ             | ドイツ   | リーグ | リーグ | DFB ポカール      | DFB ポカール      | ヨーロッパ | ヨーロッパ | その他 | その他 | 通算 | 通算 |
| VfBシュトゥットガルト         | ブンデスリーガ     | 2015-16  | 7      | 0      | 1                 | 0                 | -          | -          | -      | -      | 8    | 0    |
| VfBシュトゥットガルト         | 2. ブンデスリーガ  | 2016-17  | 19     | 1      | 1                 | 0                 | -          | -          | -      | -      | 20   | 1    |
| VfBシュトゥットガルト         | 通算               | 通算     | 26     | 1      | 2                 | 0                 | 0          | 0          | 0      | 0      | 28   | 1    |
| 総通算                        | 総通算             | 総通算   | 304    | 50     | 25                | 2                 | 36         | 2          | 3      | 0      | 368  | 54   |

## 代表歴

### 出場大会
- ドイツ代表
  - 2014年 - 2014 FIFAワールドカップ (優勝)

### 試合数
- 国際Aマッチ 6試合 0得点（2010年-2014年）[13]

| ドイツ代表 | 国際Aマッチ | 国際Aマッチ |
| 年         | 出場        | 得点        |
| ---------- | ----------- | ----------- |
| 2010       | 2           | 0           |
| 2011       | 1           | 0           |
| 2014       | 3           | 0           |
| 通算       | 6           | 0           |

## タイトル

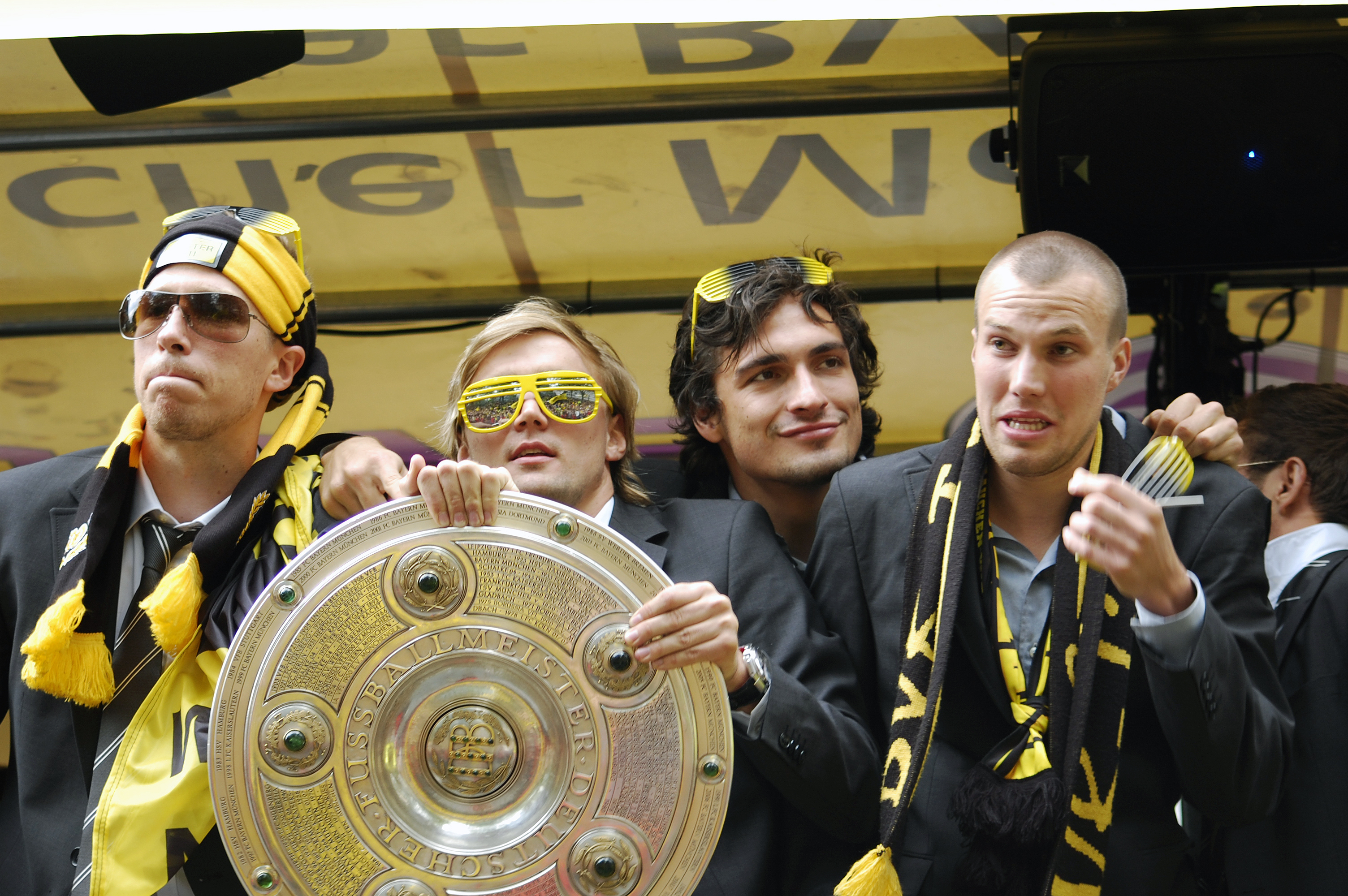
2011年、ブンデスリーガ優勝を祝うグロスクロイツ（右）

### クラブ
ボルシア・ドルトムント
- ブンデスリーガ：2回 (2010-11, 2011-12)
- DFBポカール：1回 (2011-12)
- DFLスーパーカップ：2回 (2013, 2014)

### 代表
ドイツ代表
- FIFAワールドカップ：1回 (2014)